# ジョゼ・アウヴェス・ドス・サントス・ジュニオール
ジュニオール (Júnior) こと、ジョゼ・アウヴェス・ドス・サントス・ジュニオール（José Alves dos Santos Júnior、1969年7月29日 - ）は、ブラジル・ミナスジェライス州ベロオリゾンテ出身の元サッカー選手、サッカー指導者。ポジションはディフェンダー。

## 来歴
1995年にベルマーレ平塚に在籍、リーグ戦11試合に出場し、1得点をあげた。

## 所属クラブ
- 1986年 - 1992年  アメリカFC (ミナスジェライス州)
- 1993年  フルミネンセFC
- 1994年  イトゥアーノFC
- 1995年  ベルマーレ平塚
- 1996年  東京ガスサッカー部
- 1998年  SCベイラ・マル
- 1999年  クルーベ・ナウチコ・カピバリベ
- 2000年  アメリカFC (ミナスジェライス州)

## 個人成績
| 国内大会個人成績 | 国内大会個人成績 | 国内大会個人成績 | 国内大会個人成績 | 国内大会個人成績 | 国内大会個人成績 | 国内大会個人成績 | 国内大会個人成績 | 国内大会個人成績 | 国内大会個人成績 | 国内大会個人成績 | 国内大会個人成績 |
| 年度             | クラブ           | 背番号           | リーグ           | リーグ戦         | リーグ戦         | リーグ杯         | リーグ杯         | オープン杯       | オープン杯       | 期間通算         | 期間通算         |
| 年度             | クラブ           | 背番号           | リーグ           | 出場             | 得点             | 出場             | 得点             | 出場             | 得点             | 出場             | 得点             |
| 日本             | 日本             | 日本             | 日本             | リーグ戦         | リーグ戦         | リーグ杯         | リーグ杯         | 天皇杯           | 天皇杯           | 期間通算         | 期間通算         |
| ---------------- | ---------------- | ---------------- | ---------------- | ---------------- | ---------------- | ---------------- | ---------------- | ---------------- | ---------------- | ---------------- | ---------------- |
| 1995             | 平塚             | -                | J                | 11               | 1                | -                | -                | 2                | 0                | 13               | 1                |
| 1996             | 東京ガス         | 5                | 旧JFL            |                  |                  | -                | -                |                  |                  |                  |                  |
| 通算             | 日本             | 日本             | J                | 11               | 1                | -                | -                | 2                | 0                | 13               | 1                |
| 通算             | 日本             | 日本             | 旧JFL            |                  |                  | -                | -                |                  |                  |                  |                  |
| 総通算           | 総通算           | 総通算           | 総通算           | 11               | 1                | 0                | 0                | 2                | 0                | 13               | 1                |

## 指導歴
- 2002年 - 2003年  イヴェルドン＝スポールFC ユース
- 2003年 - 2005年  イヴェルドン＝スポールFC トップチーム - アシスタント
- 2005年 - 2009年  イヴェルドン＝スポールFC ユース
- 2009年 - 2010年  ドバイCSC（英語版）
- 2010年 - 2011年  イヴェルドン＝スポールFC トップチーム
- 2012年 - 2013年  エミレーツ・クラブ